# Championnats d'Amérique du Nord, d'Amérique centrale et des Caraïbes d'athlétisme espoirs 2019
Navigation
Édition précédente Édition suivante
Les 10es Championnats d'Amérique du Nord, d'Amérique centrale et des Caraïbes d'athlétisme espoirs ont eu lieu du 5 au 7 juillet 2019 à Querétaro, au Mexique. La compétition regroupe les nations membres de l'Association d'athlétisme d'Amérique du Nord, d'Amérique centrale et des Caraïbes (NACAC) et y participent les athlètes âgés de moins de 23 ans.

## Résultats

### Hommes
| Épreuves                 | Or                                                                   | Or                | Argent                                                                   | Argent            | Bronze                              | Bronze            |
| ------------------------ | -------------------------------------------------------------------- | ----------------- | ------------------------------------------------------------------------ | ----------------- | ----------------------------------- | ----------------- |
| 100 m (vent : m/s)       | Waseem Williams (JAM)                                                | 10.01 (10.002) CR | Samson Colebrooke (BAH)                                                  | 10.01 (10.004) CR | Mario Burke (BAR)                   | 10.01 (10.010) CR |
| 200 m (vent : m/s)       | Samson Colebrooke (BAH)                                              | 20.58             | Jerod Elcock (TRI)                                                       | 20.65             | Miciah Harris (USA)                 | 20.74             |
| 400 m                    | Trevor Stewart (USA)                                                 | 45.01             | Wilbert London (USA)                                                     | 45.41             | Austin Cole (CAN)                   | 45.90             |
| 800 m                    | Devin Dixon (USA)                                                    | 1:47.69           | Isaiah Jewett (USA)                                                      | 1:49.43           | Jauavney James (JAM)                | 1:49.52           |
| 1 500 m                  | Cade Bethmann (USA)                                                  | 4:02.84           | Víctor Ortiz (PUR)                                                       | 4:03.39           | Cristian García (MEX)               | 4:03.71           |
| 5 000 m                  | Erick Cayetano (MEX)                                                 | 15:19.84          | Jonathan del Razo (MEX)                                                  | 15:22.39          | Seulement deux athlètes à l'arrivée |                   |
| 10 000 m                 | Matt Young (USA)                                                     | 32:46.84          | Jesús Nava (MEX)                                                         | 32:48.75          | Francisco Sánchez (MEX)             | 33:25.80          |
| 110 m haies (vent : m/s) | Phillip Lemonious (JAM)                                              | 13.47             | Rohan Cole (JAM)                                                         | 13.55             | Dashuan Jackson (USA)               | 13.58             |
| 400 m haies              | Quincy Hall (USA)                                                    | 49.77             | Norman Grimes (USA)                                                      | 50.07             | Pablo Andrés Ibáñez (ESA)           | 50.96             |
| 3 000 m steeple          | Alex Rogers (USA)                                                    | 9:10.55           | John Rice (USA)                                                          | 9:16.29           | Víctor Ortiz (PUR)                  | 9:18.92           |
| 4 × 100 m                | États-Unis Justin Hall Holland Martin Darrell Singleton Ja'Mari Ward | 40.03             | Bahamas Tamar Greene Samson Colebrooke Holland Martin Shakeem Hall-Smith | 40.33             | Only two finishing teams            |                   |
| 10 000 m marche          | Gustavo Israel Solís (MEX)                                           | 42:09.49          | José Oswaldo Calel (GUA)                                                 | 42:55.27          | Saul Mena (MEX)                     | 44:03.54          |
| Saut en hauteur          | Keenon Laine (USA)                                                   | 2.25              | Earnest Sears (USA)                                                      | 2.25              | Erik Portillo (MEX)                 | 2.22              |
| Saut à la perche         | Clayton Fritsch (USA)                                                | 5.60 CR           | Zach Bradford (USA)                                                      | 5.60 CR           | Natán Rivera (ESA)                  | 4.90              |
| Saut en longueur         | Andwuelle Wright (TRI)                                               | 8.25 +0.7 CR, NR  | Shawn-D Thompson (JAM)                                                   | 8.05 +2.1         | Wayne Pinnock (JAM)                 | 7.97 +1.0         |
| Triple saut              | Isaiah Griffith (USA)                                                | 16.79 +3.0        | Armani Wallace (USA)                                                     | 16.72 +3.3        | O'Brien Wasome (JAM)                | 16.66 +5.0        |
| Lancer du poids          | Jordan Geist (USA)                                                   | 20.81 CR          | Kyle Mitchell (JAM)                                                      | 18.70             | Zackery Short (HON)                 | 18.34             |
| Lancer du disque         | Roje Stona (JAM)                                                     | 56.97             | Iffy Joyner (USA)                                                        | 54.92             | Mark Bujnowski (CAN)                | 50.77             |
| Lancer du marteau        | Robert Colantonio (USA)                                              | 66.78             | Kieran McKeag (USA)                                                      | 66.37             | Andreas Troschke (CAN)              | 60.61             |
| Lancer du javelot        | Anderson Peters (GRN)                                                | 81.89 CR          | Markim Felix (GRN)                                                       | 78.10             | Félix Torres (PUR)                  | 68.72             |

### Femmes
| Épreuves                 | Or                                                               | Or         | Argent                                                             | Argent     | Bronze                                                          | Bronze     |
| ------------------------ | ---------------------------------------------------------------- | ---------- | ------------------------------------------------------------------ | ---------- | --------------------------------------------------------------- | ---------- |
| 100 m (vent : m/s)       | Teahna Daniels (USA)                                             | 11.03      | Twanisha Terry (USA)                                               | 11.08      | Halle Hazzard (GRN)                                             | 11.20      |
| 200 m (vent : m/s)       | Anglerne Annelus (USA)                                           | 22.84      | Natassha McDonald (CAN)                                            | 23.31      | Ashlan Best (CAN)                                               | 23.75      |
| 400 m                    | Kyra Constantine (CAN)                                           | 51.51      | Roneisha McGregor (JAM)                                            | 51.70      | Chloe Abbott (USA)                                              | 51.87      |
| 800 m                    | Avi'Tal Wilson-Perteete (USA)                                    | 2:05.70    | Nia Akins (USA)                                                    | 2:07.11    | Erinn Stenman-Fahey (CAN)                                       | 2:11.58    |
| 1 500 m                  | Alma Cortes (MEX)                                                | 4:28.37    | Katie Rainsberger (USA)                                            | 4:30.86    | Alexis Fuller (USA)                                             | 4:36.60    |
| 5 000 m                  | Jaci Smith (USA)                                                 | 16:51.41   | Jessica Drop (USA)                                                 | 17:33.81   | Elizabeth Tuxpan (MEX)                                          | 18:34.16   |
| 10 000 m                 | Kathryn Munks (USA)                                              | 37:03.63   | Elizabeth Funderburk (USA)                                         | 38:06.83   | Paola Ramos (PUR)                                               | 38:55.70   |
| 100 m haies (vent : m/s) | Tonea Marshall (USA)                                             | 12.57 CR   | Chanel Brissett (USA)                                              | 12.73      | Mariam Abdul-Rashid (CAN)                                       | 13.23      |
| 400 m haies              | Anna Cockrell (USA)                                              | 56.54      | Shiann Salmon (JAM)                                                | 56.83      | Brittley Humphrey (USA)                                         | 57.36      |
| 3 000 m steeple          | Hannah Steelman (USA)                                            | 10:21.88   | Gabrielle Jennings (USA)                                           | 10:47.35   | Nayelly Mendoza (MEX)                                           | 11:18.66   |
| 4 × 100 m                | USA Brianna Duncan Rebekah Smith Anglerne Annelus Twanisha Terry | 42.97      | CAN Shyvonne Roxborough Ashlan Best Natassha McDonald Audrey Leduc | 44.28      | MEX Aurora Jurado Monica Ortiz Araceli Espinosa Alejandra Ortiz | 47.52      |
| 5 000 m marche           | Valeria Ortuño (MEX)                                             | 23:05.08   | Amberly Melendez (USA)                                             | 23:25.50   | Diana Miranda (MEX)                                             | 23:40.73   |
| Saut en hauteur          | Nicole Greene (USA)                                              | 1.87       | Ximena Esquivel (MEX)                                              | 1.87       | Erinn Beattie (USA)                                             | 1.75       |
| Saut à la perche         | Alina McDonald (USA)                                             | 4.30       | Ximena Esquivel (USA)                                              | 3.90       | Sophia Franklin (MEX)                                           | 3.80       |
| Saut en longueur         | Aliyah Whisby (USA)                                              | 6.82 +2.8  | Jasmyn Steels (USA)                                                | 6.64 +2.3  | Jessicca Noble (JAM)                                            | 6.49 +1.3  |
| Triple saut              | Davisleydis Velazco (CUB)                                        | 13.94 +3.5 | Danielle Spence (JAM)                                              | 13.24 +2.0 | Charisma Taylor (BAH)                                           | 13.22 +2.5 |
| Lancer du poids          | Samantha Noennig (USA)                                           | 17.23      | Alyssa Wilson (USA)                                                | 16.73      | Gabrielle Bailey (JAM)                                          | 16.51      |
| Lancer du disque         | Shanice Love (JAM)                                               | 60.14 CR   | Laulauga Tausaga (USA)                                             | 59.37      | Melany Matheus (CUB)                                            | 55.40      |
| Lancer du marteau        | Alyssa Wilson (USA)                                              | 63.95      | Liz Arleen Collía (CUB)                                            | 60.94      | Tasha Willing (CAN)                                             | 59.50      |
| Lancer du javelot        | Kylee Carter (USA)                                               | 54.48      | Jenna Gray (USA)                                                   | 53.87      | Luz Mariana Castro (MEX)                                        | 53.56      |

## Légende
Records et Performances
- AR : Record continental (area record)
- CR : Record des championnats (championship record)
- MR : Record du meeting (meet record)
- NR : Record national (national record)
- OR : Record olympique (olympic record)
- PR : Record paralympique (paralympic record)
- PB : Record personnel (personal best)
- SB : Meilleure performance personnelle de la saison (season's best)
- WL : Meilleure performance mondiale de l'année (world leader)
- WJR : Record du monde junior (world junior record)
- WR : Record du monde (world record)

Circonstances et Conditions
- DNF : N'a pas terminé (did not finish)
- DNS : N'a pas pris le départ (did not start)
- DQ : Disqualification (disqualification)
- NM : Aucun essai valable enregistré (No Mark)
- Q : Qualifié « directement » au prochain tour (ou à la prochaine compétition), lors d'une compétition majeure, grâce au classement ou à la réalisation des minima (automatic qualifier)
- q : Qualifié au prochain tour (ou à la prochaine compétition), lors d'une compétition majeure, grâce au repêchage ou à la réalisation de l'une des meilleures performances parmi celles des « non qualifiés directement » (grâce au meilleur temps ou à la meilleure distance par exemple) (secondary qualifier)

## Nations participantes
- Antigua-et-Barbuda (2)
- Bahamas (10)
- Barbade (6)
- Belize (2)
- Bermudes (1)
- Îles Vierges britanniques (5)
- Canada (25)
- Îles Caïmans (4)

- Costa Rica (2)
- Cuba (4)
- Dominique (3)
- République dominicaine (2)
- Grenade (3)
- Guadeloupe (2)
- Guatemala (8)
- Haïti (2)
- Honduras (1)
- Jamaïque (26)
- Mexique (76)
- Porto Rico (6)
- Sainte-Lucie (1)
- Salvador (7)
- Trinité-et-Tobago (3)
- Îles Turques-et-Caïques (3)
- États-Unis (71)
- Îles Vierges des États-Unis (6)